# Kronprinzenbrücke
Il Kronprinzenbrücke è un ponte ad arco progettato da Santiago Calatrava, che attraversa il fiume Sprea nella città di Berlino. Collega i quartieri berlinesi di Mitte e Tiergarten con il distretto di Bezirk Mitte. La struttura è dotata di due corsie di veicoli, nonché di piste ciclabili e pedonali su entrambe le carreggiate.